# Олбрайт, Фуллер
Фуллер Олбрайт (англ. Fuller Albright; 12 января 1900, Буффало, штат Нью-Йорк — 8 декабря 1969, Бостон, Массачусетс) — американский эндокринолог, внёс значительный вклад в эндокринологию, в частности в области метаболизма кальция.

## Карьера
В 1917 году поступил в Гарвард-колледж. Через три года после получения высшего образования с отличием, он поступил в Гарвардскую медицинскую школу. В то время он интересовался акушерством и ортопедической хирургией, но открытие инсулина привлекло его к внутренней медицине, в частности к изучению метаболизма. После интернатуры в Массачусетской больнице общего профиля в Бостоне он занимался однолетней исследовательской программой с Джозефом Обом (англ. Joseph Charles Aub), главным образом в области метаболизма кальция и отравления свинцом. Впоследствии стал помощником доктора Ворфильда Лонгкоупа (англ. Warfield Longcope) в госпитале Джонса Хопкинса (Балтимор), где он выполнял многочисленные эксперименты вместе со своим другом Джоном Говардом (англ. John Eager Howard). Также он провёл год в Вене с патологом Якобом Эрдхаймом (нем. Jakob Erdheim). В начале 1930-х годов он вернулся в Бостон, где стал одним из сотрудников Массачусетского больницы общего профиля. В ней он создал группу эндокринологии, в которую вошёл, в частности, Хирш Сулкович, ставший учеником Олбрайта и предложивший в 1937 году разработанный им анализ мочи (анализ мочи по Сулковичу).
С именем учёного связан ряд открытий в медицине — он описал несколько заболеваний, названных впоследствии его именем: наследственную остеодистрофию Олбрайта (разновидность остеодистрофии, при которой организм не реагирует на паратиреоидный гормон), синдром Маккюна — Олбрайта (комплексное генетическое заболевание с поражением костей, кожи и эндокринной системы), синдром Лайтвуда — Олбрайта (неонатальная форма почечного тубулярного ацидоза). Кроме того, он описал механизм развития синдрома Кушинга, почечного тубулярного ацидоза и продемонстрировал роль 
менопаузы в развитии остеопороза.

## Болезнь и смерть
В 1937 году выяснилось, что Фуллер Олбрайт болен паркинсонизмом. К 1956 году его недуг прогрессировал, впоследствии он подвергся к экспериментальной хирургии головного мозга – химической паллидотомии. Вмешательство на правой стороне увенчалось успехом, но слева всё обернулось трагически: кровоизлиянием и последующей афазией, которая продолжалось в течение последующих 13 лет, которые он провёл в Массачусетской больнице, где и скончался.